# 태녕 (동진)
태녕(太寧)은 중국 동진(東晉) 명제(明帝)의 연호이다. 323년 3월에서 326년 정월까지 2년 11개월 동안 사용하였다. 325년 윤8월에 명제의 뒤를 이어 즉위한 성제(成帝)가 남은 6개월 동안 이어서 사용하였으며 326년 정월에 개원하였다.
같은 시기에 사용된 다른 연호로는 성한(成漢)에서 사용한 옥형(玉衡 : 311년 ~ 334년), 전조(前趙)에서 사용한 광초(光初 : 318년 ~ 329년), 전량(前凉)에서 사용한 건흥(建興 : 313년 ~ 361년)이 있다.

## 개원
영창(永昌) 2년 3월 1일(323년 4월 22일)에 연호를 태녕(太寧)으로 개원함.

## 연대대조표
| 태녕                | 원년            | 2년        | 3년        | 4년        |
| 서력                | 323년           | 324년      | 325년      | 326년      |
| 육십간지 (六十干支) | 계미(癸未)      | 갑신(甲申) | 을유(乙酉) | 병술(丙戌) |
| 성한 (成漢)         | 옥형(玉衡) 13년 | 14년       | 15년       | 16년       |
| 전조 (前趙)         | 광초(光初) 6년  | 7년        | 8년        | 9년        |
| 전량 (前凉)         | 건흥(建興) 11년 | 12년       | 13년       | 14년       |

## 삭일(1일)
| 태녕 원년 (323년) | 1월             | 2월             | 3월             | 4월             | 5월             | 6월             | 7월             | 8월             | 9월             | 10월            | 11월            | 12월            |                 |
| ----------------- | --------------- | --------------- | --------------- | --------------- | --------------- | --------------- | --------------- | --------------- | --------------- | --------------- | --------------- | --------------- | --------------- |
| 삭일(음력)        | 기묘일 (己卯日) | 기유일 (己酉日) | 무인일 (戊寅日) | 무신일 (戊申日) | 정축일 (丁丑日) | 정미일 (丁未日) | 병자일 (丙子日) | 병오일 (丙午日) | 을해일 (乙亥日) | 을사일 (乙巳日) | 갑술일 (甲戌日) | 갑진일 (甲辰日) |                 |
| 율리우스력        | 323년 2월 22일  | 3월 24일        | 4월 22일        | 5월 22일        | 6월 20일        | 7월 20일        | 8월 18일        | 9월 17일        | 10월 16일       | 11월 15일       | 12월 14일       | 324년 1월 13일  |                 |
| 태녕 2년 (324년)  | 1월             | 2월             | 3월             | 4월             | 5월             | 6월             | 7월             | 8월             | 9월             | 10월            | 11월            | 12월            |                 |
| 삭일(음력)        | 계유일 (癸酉日) | 계묘일 (癸卯日) | 임신일 (壬申日) | 임인일 (壬寅日) | 신미일 (辛未日) | 신축일 (辛丑日) | 신미일 (辛未日) | 경자일 (庚子日) | 경오일 (庚午日) | 기해일 (己亥日) | 기사일 (己巳日) | 무술일 (戊戌日) |                 |
| 율리우스력        | 324년 2월 11일  | 3월 12일        | 4월 10일        | 5월 10일        | 6월 8일         | 7월 8일         | 8월 7일         | 9월 5일         | 10월 5일        | 11월 3일        | 12월 3일        | 325년 1월 1일   |                 |
| 태녕 3년 (325년)  | 1월             | 2월             | 3월             | 4월             | 5월             | 6월             | 7월             | 8월             | 윤8월           | 9월             | 10월            | 11월            | 12월            |
| 삭일(음력)        | 무진일 (戊辰日) | 정유일 (丁酉日) | 정묘일 (丁卯日) | 병신일 (丙申日) | 병인일 (丙寅日) | 을미일 (乙未日) | 을축일 (乙丑日) | 갑오일 (甲午日) | 갑자일 (甲子日) | 계사일 (癸巳日) | 계해일 (癸亥日) | 계사일 (癸巳日) | 임술일 (壬戌日) |
| 율리우스력        | 325년 1월 31일  | 3월 1일         | 3월 31일        | 4월 29일        | 5월 29일        | 6월 27일        | 7월 27일        | 8월 25일        | 9월 24일        | 10월 23일       | 11월 22일       | 12월 22일       | 326년 1월 20일  |
| 태녕 4년 (326년)  | 1월             | 2월             | 3월             | 4월             | 5월             | 6월             | 7월             | 8월             | 9월             | 10월            | 11월            | 12월            |                 |
| 삭일(음력)        | 임진일 (壬辰日) | 신유일 (辛酉日) | 신묘일 (辛卯日) | 경신일 (庚申日) | 경인일 (庚寅日) | 기미일 (己未日) | 기축일 (己丑日) | 무오일 (戊午日) | 무자일 (戊子日) | 정사일 (丁巳日) | 정해일 (丁亥日) | 병진일 (丙辰日) |                 |
| 율리우스력        | 326년 2월 19일  | 3월 20일        | 4월 19일        | 5월 18일        | 6월 17일        | 7월 16일        | 8월 15일        | 9월 13일        | 10월 13일       | 11월 11일       | 12월 11일       | 327년 1월 9일   |                 |

## 같이 보기
- 다른 왕조의 같은 연호
  - 후조(後趙) 태녕(349년)
  - 북제(北齊) 태녕(561년 ~ 562년)

- 중국의 연호